# 6459 Hidesan
6459 Hidesan eller 1992 UY5 är en asteroid i huvudbältet som upptäcktes den 28 oktober 1992 av de båda japanska astronomerna Kazuro Watanabe och Kin Endate vid Kitami-observatoriet. Den är uppkallad efter den japanska astronomen Hideo Sato.
Asteroiden har en diameter på ungefär 10 kilometer och den tillhör asteroidgruppen Eos.